# Liedling

Liedling, Ortsansicht aus ostnordöstlicher Richtung

Liedling ist ein Gemeindeteil der Gemeinde Lengdorf im Landkreis Erding in Oberbayern.

## Geografie
Das Dorf liegt fünf Kilometer nordwestlich von Lengdorf.

## Verkehr
Der Bahnhof Thann-Matzbach liegt vier Kilometer südöstlich. Die Bundesautobahn 94 verläuft in sechs Kilometer Entfernung südlich.